# Andrij Atanasovyč Melnyk
Andrij Atanasovyč Melnyk (ukrajinsky Андрій Атанасович Ме́льник; 12. prosince 1890, Drohobyč – 1. listopadu 1964, Clervaux) byl ukrajinský voják a politik. Byl vůdcem Organizace ukrajinských nacionalistů, ovšem čelil vzpouře křídla Stepana Bandery, který se stal nakonec úspěšnějším a Melnykův vliv marginalizoval.

## Život
Narodil se poblíž Drohobyče v Haliči (tehdy součást Rakousko-Uherska), do rolnické rodiny. V letech 1912 až 1914 studoval na Vyšší zemědělské škole ve Vídni. Po vypuknutí první světové války sloužil jako dobrovolník v rakousko-uherské armádě. Velel rotě ukrajinských tzv. sičských střelců. Pro své důstojné vystupování byl mezi ukrajinskými a rakouskými důstojníky označován jako „lord Melnyk“.
Byl zajat Rusy v roce 1916. V zajetí se stal blízkým spolupracovníkem Jevhena Konovalce a připojil se k jeho hnutí za ukrajinskou nezávislost. Během ukrajinsko-sovětské války, Melnyk podporoval Symona Petljuru a byl povýšen do hodnosti plukovníka v armádě Ukrajinské lidové republiky. Její bojovníci však neuspěli, ukrajinské území si rozdělil především Sovětský svaz a Polsko. Melnyk odešel do exilu. Spolu s Konovalcem a několika dalšími exilovými aktivisty v roce 1929 založil Organizaci ukrajinských nacionalistů (OUN). Během 30. let však byla jeho kariéra mnohem klidnější než kariéra jeho kolegů. V podstatě odešel z politiky, zdržel se teroristických aktivit a pracoval jako inženýr a ředitel lesů na obrovských statcích metropolity Ukrajinské řeckokatolické církve Andreje Šeptyckého. Melnyk měl k církvi přátelštější poměr než kterýkoli z jeho spolupracovníků (Organizace ukrajinských nacionalistů byla obecně antiklerikální) a stal se dokonce předsedou Orla, haličské katolické mládežnické organizace, která byla mnohými členy OUN považována za antinacionalistickou.
Po zavraždění vůdce OUN Konovalce v roce 1938 si hlavní zahraniční vedení OUN nedokázalo zvolit vůdce ze svého středu, a proto požádalo v roce 1939 o vedení Melnyka, dosud stojícího poněkud stranou. Byl vybrán částečně kvůli naději na umírněnější a pragmatičtější vedení a kvůli touze napravit napjaté vztahy s katolickou církví. Skupina, která Melnyka prosadila, obdivovala fašismus Benita Mussoliniho, ale odsuzovala nacismus. V roce 1940 se radikálnější frakce OUN vedená Stepanem Banderou odtrhla od OUN vedené Melnykem. Dvě soupeřící organizace se staly známé jako melnykovci a banderovci. Melnykovci působili v exilu, banderovci na západní Ukrajině.

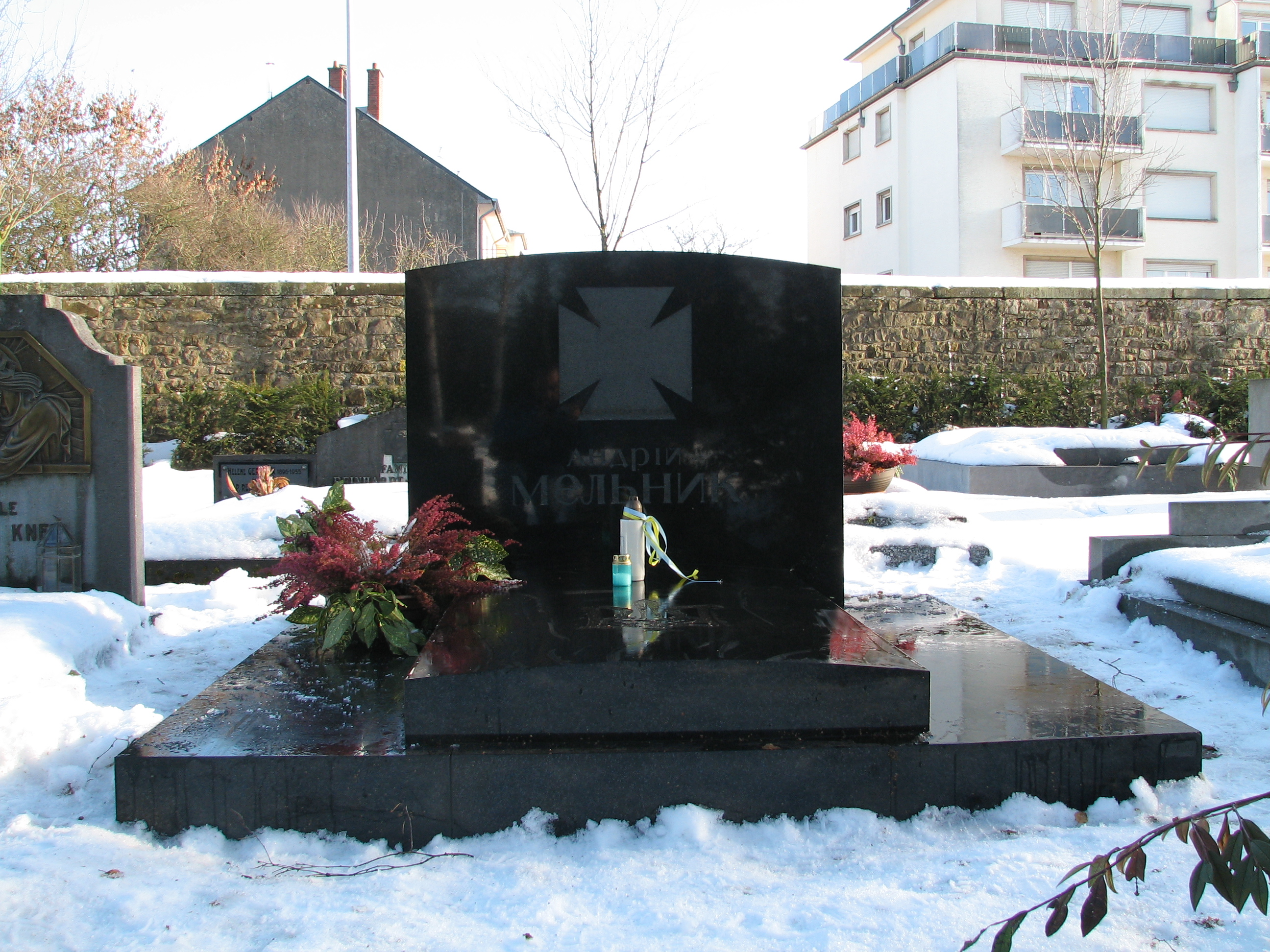
Hrob v Lucemburku

Melnyk byl naverbován do nacistické německé vojenské rozvědky Abwehr. Jeho úkolem bylo provozovat diverzní aktivity po německém útoku na Sovětský svaz. Melnyk dostal krycí jméno 'Consul I'. Svědectví o tom podal plukovník Abwehru Erwin Stolze během norimberského procesu. Po německé invazi do Sovětského svazu Melnyk vyhlásil svou vlastní nezávislou ukrajinskou vládu v Rovně a počal soutěžit s banderovci o vliv na západní Ukrajině. Zpočátku se Melnykovci, jako konzervativnější a umírněnější, těšili podpoře jak ze strany ukrajinské řeckokatolické církve, tak německých vojenských úřadů. Melnykovi však chyběl politický talent a pro tehdejší situaci plnou násilí měl až příliš mnoho skrupulí. Mnoho Melnykových blízkých spolupracovníků bylo zabito v letech 1941 až 1944 banderovci a on nedokázal na tyto útoky stejně odpovědět. Banderovo hnutí tak nakonec zcela ovládlo ukrajinské nacionalistické prostředí na většině západní Ukrajiny.

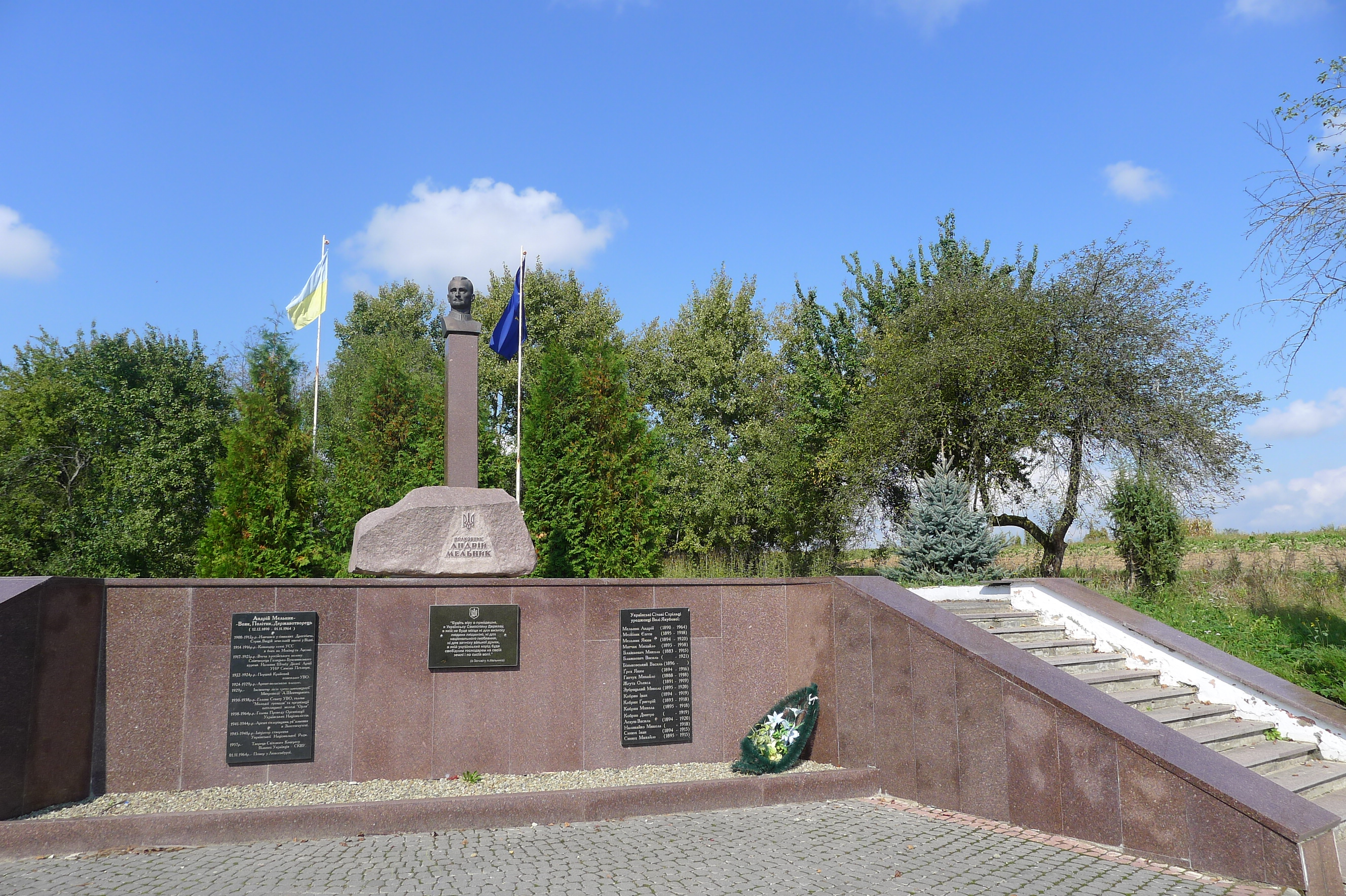
Památník v rodné vsi

V roce 1944 byl Melnyk krátce uvězněn gestapem během zátahu proti ukrajinskému hnutí za nezávislost. Po válce uprchl na Západ a žil v Lucembursku, Západním Německu a v Kanadě. Zůstal politicky aktivní a vedl řadu ukrajinských emigrantských organizací. Zemřel v Lucembursku ve věku 73 let.